# لورا بل باندی
لورا بل باندی (انگلیسی: Laura Bell Bundy؛ زادهٔ ۱۰ آوریل ۱۹۸۱) یک هنرپیشه اهل ایالات متحده آمریکا است.

## گزیده فیلمشناسی
از فیلم‌ها یا برنامه‌های تلویزیونی که وی در آن نقش داشته‌است می‌توان به آثار زیر اشاره کرد.
- ماجراهای هاکلبری فین (فیلم ۱۹۹۳) (۱۹۹۳)
- جومانجی (۱۹۹۵)
- دختران رؤیایی (فیلم) (۲۰۰۶)
- ورونیکا مارس (مجموعه تلویزیونی) (۲۰۰۵)
- آشنایی با مادر (۲۰۱۰–۱۴)
- هارت آو دیکسی (۲۰۱۲–۱۵)
- مدیریت خشم (مجموعه تلویزیونی) (۲۰۱۳–۱۴)
- ملکه‌های جیغ (مجموعه تلویزیونی ۲۰۱۵) (۲۰۱۶)
- لیو و مدی (۲۰۱۷)